# Pseuduvaria
Pseuduvaria là chi thực vật có hoa trong họ Annonaceae.

## Phân bố
Chi này sinh sống ở khu vực nhiệt đới châu Á kéo dài đến miền bắc Australia, bao gồm quần đảo Andaman, Bangladesh, Borneo, Java, Lào, Tiểu Sunda, Malaysia bán đảo, Maluku, Myanmar, New Guinea, quần đảo Nicobar, Philippines, Queensland, Sulawesi, Sumatra, Thái Lan, Việt Nam.

## Các loài
Danh sách loài dưới đây lấy theo Plants of the World Online:
- Pseuduvaria acerosa Y.C.F.Su & R.M.K.Saunders, 2006
- Pseuduvaria aurantiaca (Miq.) Merr., 1915
- Pseuduvaria beccarii (Scheff.) J.Sinclair, 1956
- Pseuduvaria borneensis Y.C.F.Su & R.M.K.Saunders, 2006
- Pseuduvaria brachyantha Y.C.F.Su & R.M.K.Saunders, 2006
- Pseuduvaria bruneiensis Y.C.F.Su & R.M.K.Saunders, 2006
- Pseuduvaria calliura Airy Shaw, 1939
- Pseuduvaria cerina J.Sinclair, 1955
- Pseuduvaria clemensiae Y.C.F.Su & R.M.K.Saunders, 2006
- Pseuduvaria coriacea Y.C.F.Su & R.M.K.Saunders, 2006
- Pseuduvaria costata (Scheff.) J.Sinclair, 1956
- Pseuduvaria cymosa (J.Sinclair) Y.C.F.Su & R.M.K.Saunders, 2006
- Pseuduvaria dielsiana (Lauterb.) J.Sinclair, 1955
- Pseuduvaria dolichonema (Diels) J.Sinclair, 1956
- Pseuduvaria filipes (K.Schum. & Lauterb.) J.Sinclair, 1956
- Pseuduvaria fragrans Y.C.F.Su, Chaowasku & R.M.K.Saunders, 2010
- Pseuduvaria froggattii (F.Muell.) Jessup, 1986
- Pseuduvaria galeata J.Sinclair, 1955
- Pseuduvaria gardneri Y.C.F.Su, Chaowasku & R.M.K.Saunders, 2010
- Pseuduvaria glabrescens (Jessup) Y.C.F.Su & R.M.K.Saunders, 2006
- Pseuduvaria glossopetala Y.C.F.Su & R.M.K.Saunders, 2010
- Pseuduvaria grandifolia (Warb.) J.Sinclair, 1956
- Pseuduvaria hyadena I.M.Turner, 2010
- Pseuduvaria hylandii Jessup, 1987
- Pseuduvaria kingiana Y.C.F.Su & R.M.K.Saunders, 2006
- Pseuduvaria latifolia (Blume) Bakh.f., 1964
- Pseuduvaria lignocarpa J.Sinclair, 1956
- Pseuduvaria luzoniensis (Merr.) Y.C.F.Su & R.M.K.Saunders, 2001
- Pseuduvaria macgregorii Merr., 1926
- Pseuduvaria macrocarpa (Burck) Y.C.F.Su & R.M.K.Saunders, 2006
- Pseuduvaria macrophylla (Oliv.) Merr., 1915
- Pseuduvaria megalopus (K.Schum.) Y.C.F.Su & Mols, 2005
- Pseuduvaria mindorensis Y.C.F.Su & R.M.K.Saunders, 2006
- Pseuduvaria mollis (Warb.) J.Sinclair, 1956
- Pseuduvaria monticola J.Sinclair, 1955
- Pseuduvaria mulgraveana Jessup, 1987
- Pseuduvaria multiovulata (C.E.C.Fisch.) J.Sinclair, 1953
- Pseuduvaria nova-guineensis J.Sinclair, 1956
- Pseuduvaria obliqua Y.C.F.Su & R.M.K.Saunders, 2006
- Pseuduvaria oxycarpa (Boerl. ex Koord.-Schum.) Y.C.F.Su & R.M.K.Saunders, 2001
- Pseuduvaria pamattonis (Miq.) Y.C.F.Su & R.M.K.Saunders, 2001
- Pseuduvaria parviflora (Jovet-Ast) Bân, 1994 - Giả bồ hoa nhỏ.
- Pseuduvaria parvipetala Y.C.F.Su & R.M.K.Saunders, 2006
- Pseuduvaria philippinensis Merr., 1915
- Pseuduvaria phuyensis (R.M.K.Saunders, Y.C.F.Su & Chalermglin) Y.C.F.Su & R.M.K.Saunders, 2010
- Pseuduvaria prainii (King) Merr., 1915
- Pseuduvaria pulchella (Diels) J.Sinclair, 1956
- Pseuduvaria reticulata (Blume) Miq., 1858
- Pseuduvaria rugosa (Blume) Merr., 1915
- Pseuduvaria sessilicarpa (J.Sinclair) Y.C.F.Su & R.M.K.Saunders, 1956
- Pseuduvaria sessilifolia J.Sinclair, 1956
- Pseuduvaria setosa (King) J.Sinclair, 1953
- Pseuduvaria silvestris (Diels) J.Sinclair, 1956
- Pseuduvaria subcordata Y.C.F.Su & R.M.K.Saunders, 2006
- Pseuduvaria taipingensis J.Sinclair, 1955
- Pseuduvaria trimera (Craib) Y.C.F.Su & R.M.K.Saunders, 2006 (đồng nghĩa: Pseuduvaria indochinensis Merr., 1938) - Giả bồ Đông Dương.
- Pseuduvaria unguiculata (Elmer) Y.C.F.Su & R.M.K.Saunders, 2001
- Pseuduvaria villosa Jessup, 1987